# Lahnda
El Lahnda, o punyabí occidental, se refiere a un conjunto de dialectos y variedades punjabíes dentro de las lenguas indoarias del noroeste habladas en la provincia de Punjab (en Pakistán). Estrictamente hablando, Lahnda no es una lengua sino un grupo de dialectos dentro de la lengua punjabi, siendo los otros grupos el punjabi oriental y el punjabi central. Sin embargo, varios lingüistas tienen diferentes puntos de vista sobre la clasificación de los dialectos punjabi en grupos.
Es el grupo más grande de dialectos del idioma punjabi y tiene muchos dialectos de transición con el punjabi central (Majhi), que a veces pueden ser clasificados como punjabi occidental por algunos lingüistas y como punjabi oriental por otros.
Fue clasificado por el irlandés George Abraham Grierson, caballero comendador de la Orden del Imperio de la India y miembro de la Orden de Mérito del Reino Unido, en un volumen de Estudio Lingüístico de la India (1919). De hecho, el término "lahindā" significa "occidental" en punjabi.

## Aspectos históricos, sociales y culturales

### Uso y distribución

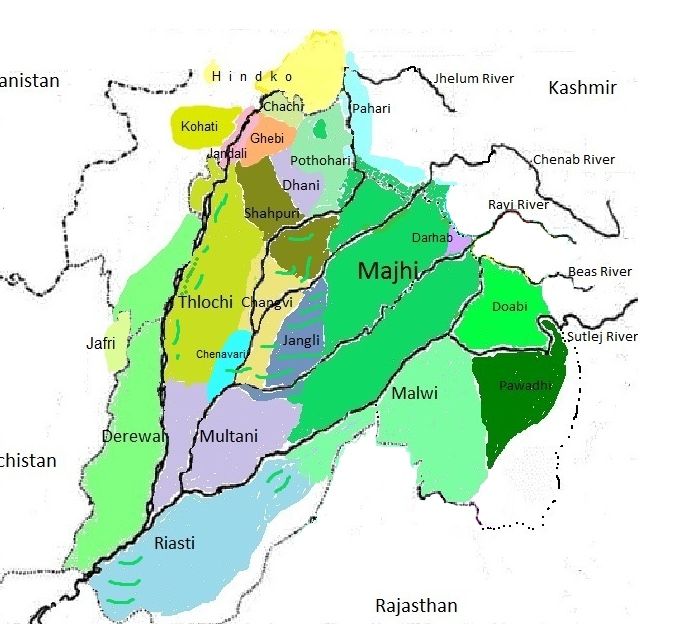
Variantes de punyabí-lahnda.

La línea divisoria entre el lahnda y el punyabí va de norte a sur. Empieza en el distrito de Gujranwala y acaba en el de Montgomery, cercano a Sahiwal. Se encuentra al oeste de la ciudad de Lahore. Los principales lugares donde se habla son Bahawalnagar, Bahawalpur, Bhakkar, Dera Ghazi Khan, Jhang, Layyah, Mianwali, Multan, Muzaffargarh, Rahim Yar Khan, Sahiwal y Sargodha.

### Variedades
Usualmente el lahnda puede dividirse en siete variantes:
- el hindko (en el norte),
- el pahari o panjistaní,
- el jakati (hablado en Afganistán y en Ucrania, por migración),
- el khetrani,
- el punyabí mirpur (hablado por 62.6 millones de personas en 7 naciones, que incluyen Pakistán),
- el potwari,
- el saraiki (hablado por 13.8 millones de personas en 3 países en el sur; abarca el derawali, el multani y el riasti), y
- los dialectos del norte de Guyarat.

## Descripción lingüística

### Fonética
El hindko tiene una tonación similar al punyabí occidental, aunque el levantamiento bajo se hace mediante un tono alto que cae en Peshawar.
En cambio, el saraiki —que como el sindhi, carece de tonos— desarrolló implosivas y retiene las consonantes entrecortadas, [bʱ], [dʱ], [ɡʱ] y [mʱ].

### Gramática
El futuro se hace mediante -s-.

### Comparación léxica
Los numerales en diferentes variedades de lahnda son:
| GLOSA | Hinko septent. | Punyabí de Mirpur | Siraiki |
| ----- | -------------- | ----------------- | ------- |
| '1'   | ɪ̤k             | ɪk                | hɪkː    |
| '2'   | do             | do                | ɗu      |
| '3'   | træ            | trɛ               | trɛ     |
| '4'   | ʧar            | ʧaɾ               | ʧɑɾ     |
| '5'   | pʌɲʤ           | pə̃ʧ               | pɘnʤ    |
| '6'   | ʧʰe            | ʧʰe               | ʧʰi     |
| '7'   | sʌt            | sət               | sɘtː    |
| '8'   | ʌʈʰ            | əʈʰ               | ɘʈʰː    |
| '9'   | nõ             | no                | nɘũ     |
| '10'  | dʌs            | dəs               | ɗɘh     |